# Hell Freezes Over
Hell Freezes Over is het tweede livealbum van de Amerikaanse countryrock band Eagles. De groep had veel succes in de jaren zeventig, maar is in 1980 uit elkaar gegaan wegens onderlinge conflicten. In 1994 hebben de leden van de band samen weer een aantal concerten gegeven, waaruit dit album is ontstaan.
De titel van het album is afgeleid van een opmerking van drummer Don Henley, dat de groep pas weer bijeen zou komen, als de hel bevriest (een bekende Amerikaanse uitdrukking). Het album bevat vier nieuwe studio-opnames en elf liveopnames, die in april 1994 zijn opgenomen voor een uitzending van MTV. Gitarist Glenn Frey zei met een knipoog tegen het publiek: "We never broke up. We just took a fourteen years of vacation."

## Muziek
De Eagles spelen rock, countryrock, poprock en softrock. Het album begint met vier nieuwe nummers: het rocknummer Get Over It (gezongen door Don Henley), de ballad Love Will Keep Us Alive (gezongen door Timothy B. Schmit), Girl from Yesterday (een countrysong met leadzang door Glenn Frey), en Learn to Be Still (gezongen door Don Henley). De mannen vullen elkaar vaak aan in de meerstemmige samenzang. De liveopnames bestaan uit nieuwe versies van eerder uitgebrachte liedjes, waarbij de nadruk ligt op nummers van de laatste twee studioalbums Hotel California en The Long Run. Het nummer Hotel California wordt akoestisch gespeeld.
De Eagles hebben het album geproduceerd samen met Elliot Scheiner en Rob Jacobs. Stan Lynch heeft Learn to Be Still geproduceerd. De band heeft samen met Don Davis en Jay Oliver de arrangementen gemaakt voor de blaas- en strijkinstrumenten. Het album is uitgebracht op 8 november 1994, zowel op dvd als op cd. Op de dvd staan twee nummers die niet op de cd staan, te weten Help Me Through the Night (geschreven door Joe Walsh) en The Heart of the Matter (geschreven door Don Henley, Mike Campbell en J.D. Souther). Op de tracklist hieronder wordt de volgorde van de cd aangehouden.

## Muzikanten

### Eagles
- Don Felder – elektrische gitaar, akoestische gitaar, pedaal steel gitaar, mandoline, zang.
- Glenn Frey – elektrische en akoestische gitaar, piano, keyboards, zang
- Don Henley – drums, akoestische gitaar, perkussie en zang
- Timothy B. Schmit – basgitaar, zang
- Joe Walsh – elektrische en akoestische gitaar, slide gitaar, orgel, zang

### Overige muzikanten
- John Corey – piano
- Scott Crago – perkussie, drums
- Timothy Drury – keyboards, zang
- Stan Lynch – perkussie
- Jay Oliver – orgel, keyboards, piano
- Paulinho Da Costa – percussie
- Gary Grimm – percussie
- Brian Matthews – elektrische teremin
- Al Garth – trompet op New York Minute
- Burbank Philharmonic Orchestra – begeleiding op New York Minute

## Tracklist
1. Get Over It (Don Henley, Glenn Frey) – 3:31
2. Love Will Keep Us Alive (Pete Vale, Jim Capaldi, Paul Carrack) – 4:03
3. The Girl from Yesterday (Glenn Frey, Jack Tempchin) – 3:23
4. Learn to Be Still (Don Henley, Stan Lynch) – 4:28
5. Tequila Sunrise (Don Henley, Glenn Frey) – 3:28
6. Hotel California (Don Felder, Don Henley, Glenn Frey) – 7:12
7. Wasted Time (Don Henley, Glenn Frey) – 5:19
8. Pretty Maids All in a Row (Joe Walsh, Joe Vitale) – 4:26
9. I Can't Tell You Why (Don Henley, Glenn Frey, Timothy B. Schmit) – 5:11
10. New York Minute (Don Henley, Danny "Kootch" Kortchmar, Jai Winding) – 6:37
11. The Last Resort (Don Henley, Glenn Frey) – 7:24
12. Take It Easy (Jackson Browne, Glenn Frey) – 4:36
13. In the City (Joe Walsh, Barry De Vorzon) – 4:07
14. Life in the Fast Lane (Don Henley, Glenn Frey, Joe Walsh) – 6:01
15. Desperado (Don Henley, Glenn Frey) – 4:17